# 王奕鴻
王奕鴻（？—？），字樹先，號勗齋，江南太倉州（今江蘇太倉市）人，清朝政治人物、進士出身。

## 生平
康熙四十八年（1709年）己丑科進士，授戶部主事，升任戶部郎中。康熙五十三年（1714年），擔任四川鄉試正考官。後歷任湖南驛鹽糧儲道、四川川東道。

## 家族
祖父王時敏，明末畫家。父王掞，清康熙朝大學士。兄王奕清。